# Episodi di The Intern (terza stagione)
```

```

La terza stagione della serie televisiva The Intern, composta da 8 episodi, è stata trasmessa in Francia dal 27 febbraio al 20 marzo 2018 sul canale France 3.
In Italia, la stagione è andata in onda dal 14 giugno al 5 luglio 2018 sul canale a pagamento Fox Crime.
| nº | Titolo originale          | Titolo italiano       | Prima TV Francia | Prima TV Italia |
| -- | ------------------------- | --------------------- | ---------------- | --------------- |
| 1  | Disparues                 | Scomparse             | 27 febbraio 2018 | 14 giugno 2018  |
| 2  | Maternité                 | Maternità             | 27 febbraio 2018 | 14 giugno 2018  |
| 3  | Une famille sans histoire | Segreti di famiglia   | 6 marzo 2018     | 21 giugno 2018  |
| 4  | Le pensionnat             | Bugie e verità        | 6 marzo 2018     | 21 giugno 2018  |
| 5  | Coupables                 | Presunto colpevole    | 13 marzo 2018    | 28 giugno 2018  |
| 6  | Bulle d'air               | Bolla d'aria          | 13 marzo 2018    | 28 giugno 2018  |
| 7  | Liberté provisoire        | Colpevole o innocente | 20 marzo 2018    | 5 luglio 2018   |
| 8  | Un cœur en or             | Un cuore d'oro        | 20 marzo 2018    | 5 luglio 2018   |